# Solvay Brussels School of Economics and Management
De Solvay Brussels School of Economics and Management, kortweg Solvay Business School, is een Belgische businessschool. De school is een faculteit van de Université libre de Bruxelles en is gelegen op de Campus Solbosch in Elsene.

## Geschiedenis
De Solvay Brussels School of Economics and Management werd in 2008 opgericht door een fusie van het departement Economie van de ULB en de Solvay Business School. Deze laatste werd in 1903 opgericht en dankt haar naam aan oprichter Ernest Solvay, die de École commerce de Solvay als een privéinitiatief oprichtte met de steun van de Brusselse zakenwereld.